# Aleksandra Brzezińska
Aleksandra Brzezińska (* 30. Juli 1991) ist eine polnische Leichtathletin, die hauptsächlich im Langstreckenlauf an den Start geht.

## Sportliche Laufbahn
Erste internationale Erfahrungen sammelte Aleksandra Brzezińska bei den Crosslauf-Weltmeisterschaften 2010 in Bydgoszcz, bei denen sie nach 21:27 min den 49. Platz im Juniorinnenrennen belegte. Im Dezember wurde sie dann bei den Crosslauf-Europameisterschaften in Albufeira in 13:45 min 20. im U20-Rennen. Bei den Crosslauf-Europameisterschaften 2012 in Szentendre gelangte sie nach 22:45 min auf den 41. Platz im U23-Rennen und im Jahr darauf wurde sie bei den Crosslauf-EM in Belgrad in 21:33 min 37. Bei den Crosslauf-Europameisterschaften 2018 in Tilburg klassierte sie sich nach 28:46 min auf dem 60. Platz im Einzelbewerb und 2024 wurde sie bei den Europameisterschaften in Rom in 1:14:21 h 49. im Halbmarathon. Bei den erstmals ausgetragenen Straßenlauf-Europameisterschaften 2025 in Löwen belegte sie in 2:31:54 h den achten Platz über die Marathondistanz.
2023 wurde Brzezińska polnische Meisterin im Halbmarathon sowie 2024 im Marathonlauf.

## Persönliche Bestleistungen
- 10-km-Straßenlauf: 33:05 min, 20. Oktober 2024 in Koło
- Halbmarathon: 1:12:11 h, 27. März 2022 in Warschau
- Marathon: 2:27:20 h, 3. Dezember 2023 in Valencia